# Gare de Bois-le-Roi
La gare de Bois-le-Roi  est une gare ferroviaire française située sur le territoire de la commune de Bois-le-Roi, dans le département de Seine-et-Marne en région Île-de-France. Dotée d'un large parking payant, la gare draine de nombreux voyageurs issus des communes avoisinantes. Sa proximité avec la forêt de Fontainebleau en fait un lieu de départ connu des randonneurs dominicaux descendant du train.
Elle est mise en service en 1849 par l'État avant sa reprise en 1852 par la Compagnie du chemin de fer de Paris à Lyon, puis elle devient en 1857 une gare de la Compagnie des chemins de fer de Paris à Lyon et à la Méditerranée (PLM). Depuis 1938, c'est une gare de la Société nationale des chemins de fer français (SNCF), desservie par les trains de la ligne R du Transilien et par des trains du réseau TER Bourgogne-Franche-Comté.

## Situation ferroviaire
Établie à 78 mètres d'altitude, la gare de Bois-le-Roi, est située au point kilométrique (PK) 50,896 de la Ligne de Paris-Lyon à Marseille-Saint-Charles, entre la gare de Melun et la halte de Fontainebleau-Forêt.

## Histoire
L'implantation d'une station à Bois-le-Roi est prévue par la première Compagnie du chemin de fer de Paris à Lyon. La conception de son bâtiment voyageurs, du « type corps central à deux travées avec un étage et combles », est l'œuvre de son architecte François-Alexis Cendrier.

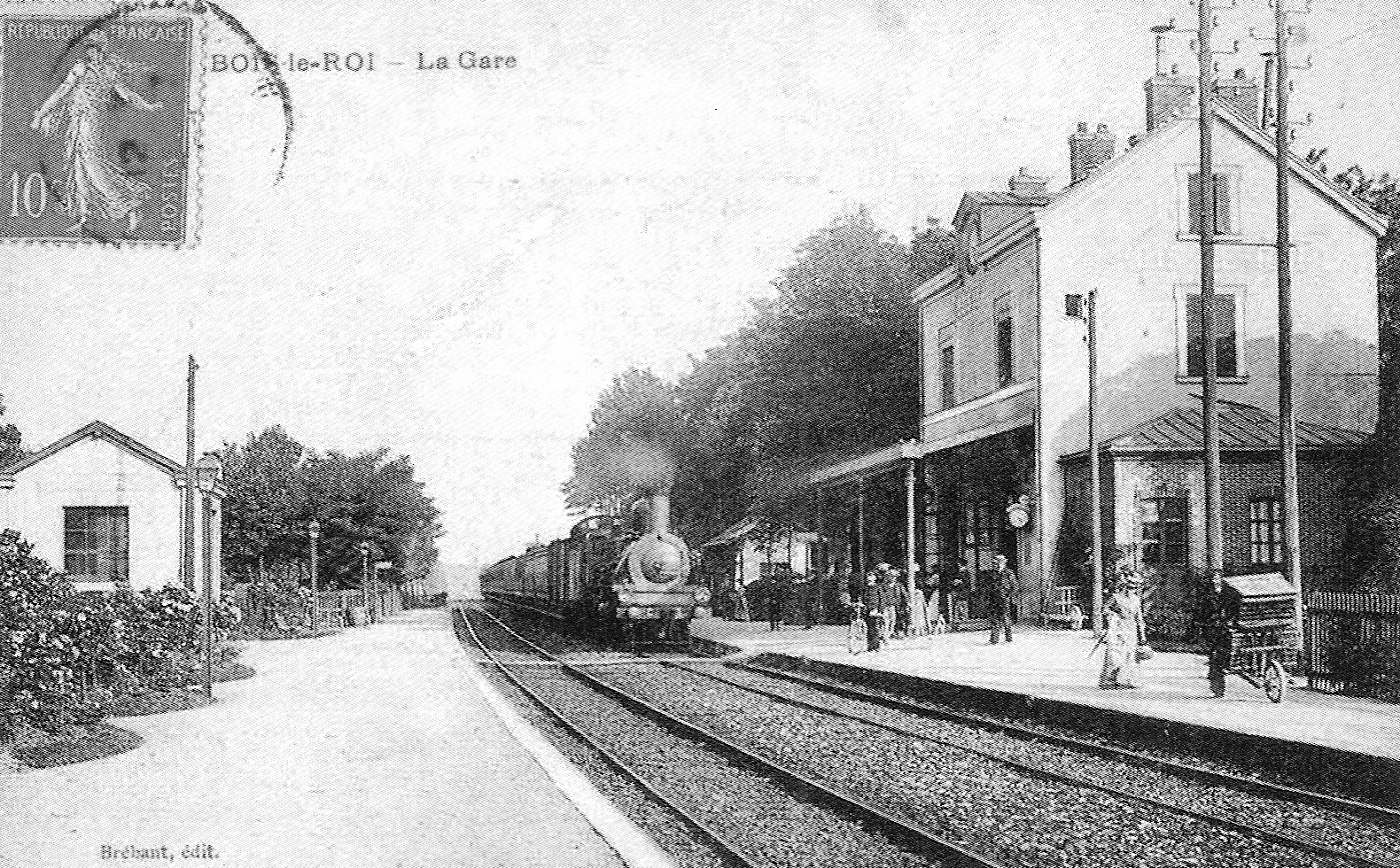
Vue de l'intérieur de la gare au début du XXe siècle.

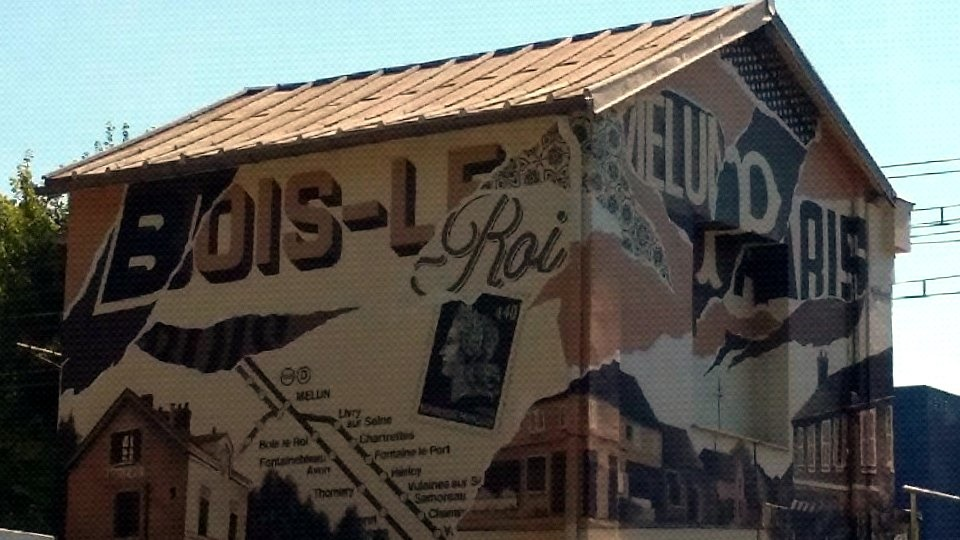
Abri voyageurs de la gare avec ses fresques.

La gare de Bois-le-Roi est mise en service le 3 janvier 1849 par l'État qui s'est substitué à la compagnie après sa mise sous séquestre. Elle rentre dans le giron de la nouvelle Compagnie du chemin de fer de Paris à Lyon en 1852, puis devient en 1857 une gare de la Compagnie du chemin de fer Paris-Lyon-Méditerranée (PLM).
En 1866, le prix d'un aller Paris – Bois-le-Roi coûtait 5,70 francs de l'époque en 1re classe, 4,30 francs en 2e classe et 3,15 francs en 3e classe.
La gare figure dans la nomenclature 1911 des gares, stations et haltes, de la Compagnie des chemins de fer de Paris à Lyon et à la Méditerranée (PLM). Elle porte le no 8 de la ligne de Paris à Marseille et à Vintimille. C'est une gare qui dispose des services complets, de la grande vitesse (GV) et de la petite vitesse (PV).
Le nombre de voyageurs quotidiens s'élevait à 1 588 en 2009 et à 1 610 en 2011.
Depuis juin 2016, la gare dispose d'un abri voyageurs dont les fresques de couleur sépia évoque sur un mode nostalgique le village et la gare de Bois-le-Roi d'autrefois.
En 2018, la SNCF estime la fréquentation annuelle de cette gare à 852 249 voyageurs. Ce nombre s'élève à 888 325 pour 2017.
L'année 2024 marque un nouveau record de fréquentation pour la gare. Selon les estimations de la SNCF, 1 560 861 voyageurs ont transité par ses quais au cours de l'année. 

## Service des voyageurs

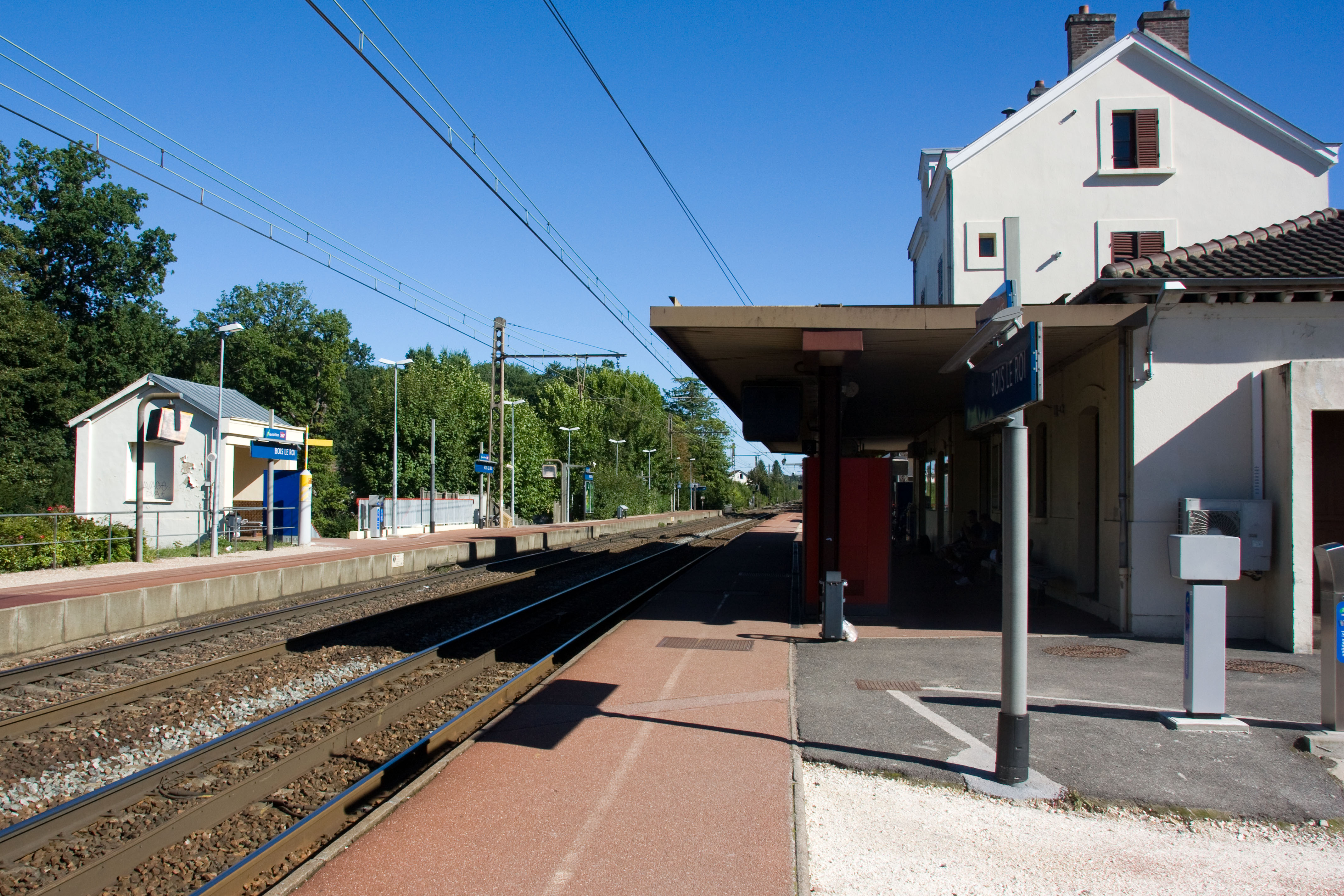
À gauche : la voie 1 en direction de Fontainebleau ; à droite : la voie 2 en direction de Melun.

### Accueil
Gare SNCF des réseaux Transilien et TER Bourgogne, elle possédait un bâtiment voyageurs avec un service commercial assuré tous les jours de 6 h 5 à 19 h 40 jusqu'au 7 septembre 2022. Aujourd'hui, la gare ne dispose que d'automates pour la vente des titres de transport Transilien et Navigo. Un passage souterrain permet l'accès aux quais.
Le hall de la gare est ouvert au public tous les jours de 5h30 à 22h00. 
Des agents d'accueil et d'information sont généralement présents du Lundi au Vendredi de 6h00 à 12h00. 

### Desserte
La gare est desservie par les trains de la ligne R du Transilien (réseau Paris Sud-Est) circulant entre Paris et Montereau ou Montargis et, en complément, par des trains TER Bourgogne-Franche-Comté circulant entre Paris-Gare-de-Lyon et Laroche - Migennes.

### Intermodalité
Au terme d'importants travaux de restructuration financés par Île-de-France Mobilités, le parking gratuit de 300 places appartenant à la SNCF est devenu payant à compter de l'automne 2019. La gestion du parc est confiée à la société EFFIA.
La gare est desservie par les lignes 3440, 3444, 3445, 3447 et le service de transport à la demande du réseau de bus Fontainebleau - Moret et, la nuit, par la ligne N137 du réseau Noctilien.